# Leopoldo Presas
Leopoldo Presas (Buenos Aires, el 21 de febrero de 1915-12 de junio de 2009) fue un artista argentino que transitó diversos caminos estéticos a lo largo de su trayectoria. Tuvo formación académica y se inició dentro del arte figurativo, virando luego hacia el expresionismo. Experimentó con materiales como el óleo, témpera, temple, carbonilla y lápiz, utilizando también diversos medios como la tela, papel, cartón y papel de diario. En cuanto a los temas de su obra, también han sido variados, teniendo a la figura femenina como principal atracción, pero habiéndose dedicado también a naturalezas muertas, puertos, eróticos y series expresionistas y controversiales como “Los Cerdos”, “Los Reyes de la Podredumbre” y “Los Cristos”.No

## Biografía
Leopoldo Pedro Presas nació en Barracas, Buenos Aires, el 21 de febrero de 1915. Su madre, Manuela, era uruguaya y sus abuelos gallegos. Pasó su niñez y parte de su adolescencia en el modesto barrio de La Mosca, en la provincia de Buenos Aires, rodeado de más de veinte tíos, que le enseñaron las cosas más variadas de la vida.
A los 17 años preparó el ingreso a la Academia Nacional de Bellas Artes bajo la tutela del pintor y grabador Adolfo Sorzio. Al poco tiempo de haber ingresado a la Academia dejó sus estudios ahí y junto a su grupo de amigos comenzó a tomar clases con el maestro Lino Enea Spilimbergo en el Instituto Argentino de Artes Gráficas.
En 1939 formó parte del Grupo Orión, de tendencia surrealista. Ese año el grupo expuso en la Sociedad Argentina de Artistas Plásticos y al año siguiente lo hace en la Asociación Amigos del Arte.
En 1940 dejó la pintura y se empleó en un taller de diseños textiles. Más adelante fundó su propio taller, donde conoce a Elsa Legaspi Salgado, con quien se casó 5 años más tarde y tiene 3 hijos: María Gabriela, Fernando y Carlos Manuel. En 1945 se casó con Elsa Legaspi que se convirtió además en modelo de sus obras y alentado por su amigo Santiago Cogorno retornó a la pintura. En 1946 realizó su primera exposición individual y empieza a enviar obras a sus salones, en 1955 en plena dictadura autodenominada Revolución Libertadora, su taller es allanado. Durante el régimen de Pedro Eugenio Aramburu sufrirá una censura indirecta, viéndose imposibilitado de exhibir algunas obras.
Algunos años más tarde, retoma la pintura animado por su amigo y artista Santiago Cogorno y en 1946 realizó su primera exposición individual en la Galería Callao. A partir de entonces, comienza a realizar sucesivas exposiciones individuales y colectivas, tanto a nivel nacional como internacional. También comienza a enviar regularmente sus obras a los salones obteniendo numerosos premios entre los que se destacan el Gran Premio de Honor en el Salón Nacional de Pintura en 1959 y el Premio Palanza, otorgado por la Academia Nacional de Bellas Artes en 1963, entre otros.
En 1953, pintó en colaboración con Leopoldo Torres Agüero, un mural de aproximadamente 550 metros cuadrados en las Galerías Santa Fe, de la Ciudad de Buenos Aires.
En 1965 fundó junto a Pablo Obelar el “Taller de la Orilla”, en el que se especializan en técnicas litográficas, serigráficas y otras técnicas de grabado artístico.
En 1967 realizó una muestra retrospectiva con 108 obras en The Gallery of Modern Art y Huntington Hartford Collection en Nueva York. Fue Presidente de la Sociedad Argentina de Artistas Plásticos y miembro de Número de la Academia Nacional de Bellas Artes.

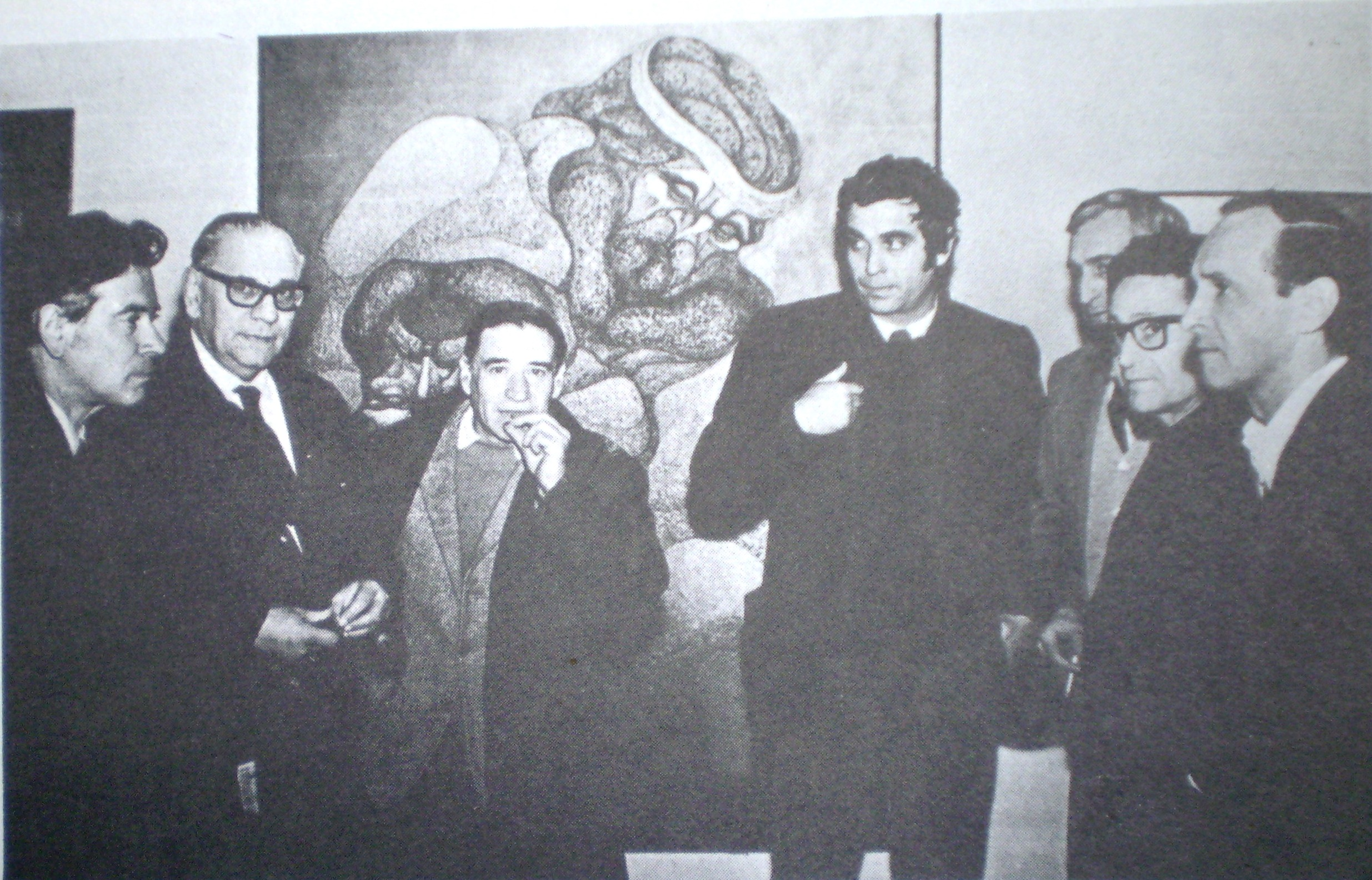
Leopoldo Presas, Luis Seoane, Santiago Cogorno, Carlos Alonso, Pedro Pont Verges, Juan Grela y Ricardo Carpani.

En 1979, en el contexto de la dictadura militar en la Argentina, viaja a Europa (París), donde se radica, al igual que varios destacados colegas artistas, como su gran amigo, el internacionalmente reconocido pintor Enrique Sobisch, instalado en Madrid. Permaneció en París casi 8 años, donde continúa pintando y exhibiendo sus obras.
En junio de 1994, realizó una exposición retrospectiva con más de 200 obras en el Palais de Glace de Buenos Aires, presentada por Ignacio Gutiérrez Zaldívar, director de la Galería Zurbarán.
Continúa pintando hasta sus últimos días. Falleció el 12 de junio de 2009, a los 94 años de edad.

## Premios
- Premio de Pintura "Enrique Cabré Moré", Salón Nacional de Bahía Blanca, 1946
- Premio Adquisición de Pintura "Carlos Sarsotti", Salón Anual de Santa Fe, 1947.
- Premio de Pintura "Raúl Castelví", Salón Anual de Santa Fe, 1949.
- Premio Adquisición en el I Salón de la Rioja, 1950.
- Gran Premio de Honor en el XLVIII Salón Nacional de Pintura, 1959.
- Gran Premio de Honor,  Salón Municipal de Artes Plásticas, 1959.
- Gran Premio en el Salón de Mar del Plata, 1959.
- Premio Palanza, otorgado por la Academia Nacional de Bellas Artes, 1963.
- Premio Konex a la Pintura Figurativa, 1982[4]
- Premio Rosario a la Trayectoria, 1999
- Premio Cultura Nación por su trayectoria como Pintor, entregado por la Secretaría de Cultura de la Nación, 2007[5]
- Premio Konex a la Pintura: Quinquenio 2007 - 2011, post mortem, 2012

## Museos que tienen obras de Presas en sus colecciones

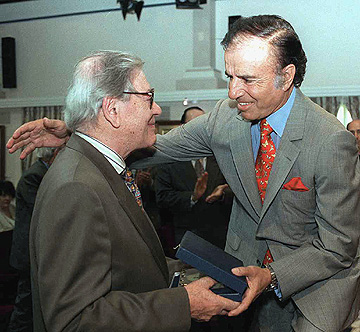
Carlos Menem y Leopoldo Presas en 1996.

- Museo Nacional de Bellas Artes, Ciudad de Buenos Aires
- Museo de Arte Moderno, Ciudad de Buenos Aires
- Museo de Artes Plásticas Eduardo Sívori, Ciudad de Buenos Aires
- Museo Colección de Arte Amalia Lacroce de Fortabat, Ciudad de Buenos Aires[6]
- Museo de bellas artes de la Ciudad de Resistencia Chaco ( MUBA)
- Museo de Arte de Tigre, Provincia de Buenos Aires[7]
- Museo Provincial de Bellas Artes, La Plata, Provincia de Buenos Aires
- Museo Genaro Pérez, Córdoba[8]
- Museo Provincial Rosa Galisteo de Rodríguez, Santa Fe
- Museo Municipal de Bellas Artes, Juan B. Castagnino, Rosario, Santa Fe[9]
- Museo de Bellas Artes de Tres Arroyos, Provincia de Buenos Aires
- Museo de Bellas Artes de La Rioja
- Museo Provincial de Bellas Artes Timoteo Navarro, Provincia de Tucumán
- Museo de Bellas Artes de Lugo (España)
- Museo de Bellas Artes de Lima (Perú)
- Museo de Arte Latinoamericano de Washington (Estados Unidos)
- Museo de Arte Moderno de San Pablo (Brasil)